# Nunatak Castells Ortiz
Nunatak Castells Ortiz är en nunatak i Antarktis. Den ligger i Västantarktis. Argentina, Chile och Storbritannien gör anspråk på området. Toppen på Nunatak Castells Ortiz är 265 meter över havet, eller 16 meter över den omgivande terrängen. Bredden vid basen är 1,0 km.
Terrängen runt Nunatak Castells Ortiz är varierad. Trakten är obefolkad. Det finns inga samhällen i närheten. 